# Даа, Людвиг Кристенсон
Людвиг Кристенсон Даа (норв. Ludvig Kristensen Daa; 19 августа 1809, Салтдал, Нурланн, Датско-норвежское королевство — 12 июня 1877, Христиания, Объединённые королевства Швеция и Норвегия) — норвежский учёный, этнолог, публицист, журналист, редактор, педагог, профессор, доктор наук, политик.

## Биография
Родился в семье викария. Учился в одной из лучших государственных школ в Норвегии — Соборной школе Бергена. В 1828 году поступил в Королевский университет Христиании (ныне Университет Осло). Был лидером Норвежского студенческого общества. Окончил университет со степенью кандидата филологии, в 1834 году получил научную степень доктора наук. С 1837 года — профессор.
С 1839 по 1851 год работал государственным аудитором, с 1841 года — архивариусом. С 1839 года сотрудничал в качестве обозревателя в газете «Morgenbladet», влиятельном либеральном органе. Вскоре стал одним из самых видных деятелей демократической партии.
В 1842 и 1845 годах избирался в Стортинг — парламент Норвегии.
Издавал журнал Granskeren с 1840 по 1843 год. В 1848 г. основал газету «Christiania Posten».